# Liste des rhopalocères des Comores
Cet article recense les lépidoptères rhopalocères (ou « papillons de jour ») résidant dans l'archipel des Comores, lequel est situé dans l'océan Indien et constitué d'une part de la Grande Comore, Anjouan et Mohéli, qui forment l'union des Comores, et d'autre part de Mayotte, un département d’outre-mer (DOM) français.
On a inventorié 93 espèces, dont 46 sont présentes à Mayotte[réf. souhaitée].
Plusieurs espèces sont endémiques de Mayotte : Azanus sitalces mayotti, Charaxes saperanus, Heteropsis narcissus mayottensis, Neptis mayottensis, Eagris sabadius isabella et Tagiades insularis mayotta. 
Graphium levassori et Papilio epiphorbas praedicta sont endémiques de la Grande Comore, et Papilio epiphorbas guyonnaudi est endémique d'Anjouan.
Plusieurs espèces figurent sur la liste rouge des espèces protégées[réf. souhaitée].

## Famille desPapilionidae

### Sous-famille desPapilioninae
- Graphium evombar viossati Collins, 1997
- Graphium angolanus (Goeze, 1779)
- Graphium levassori (Oberthür, 1886)
- Papilio aristophontes  Oberthür, 1897
- Papilio dardanus humbloti  Oberthür, 1888
- Papilio demodocus  Esper, [1798]
- Papilio epiphorbas guyonnaudi Turlin & Guilbot, 1990 — Anjouan
- Papilio epiphorbas praedicta  Turlin & Guilbot, 1990 — Grande Comore
- Papilio nireus aristophontes  Oberthür, 1897 — Grande Comore

## Famille desLycaenidae

### Sous-famille desPolyommatinae
- Cacyreus darius (Mabille, 1877)
- Leptotes casca (Tite, 1958)
- Leptotes mayottensis (Tite, 1958)
- Zizina antanossa (Mabille, 1877)
- Actizera lucida (Trimen, 1883)
- Azanus sitalces mayotti d'Abrera, 1980
- Eicochrysops damiri Turlin, 1995
- Eicochrysops sanguigutta (Mabille, 1879)
- Euchrysops osiris (Hopffer, 1855)

### Sous-famille desTheclinae
- Hypolycaena philippus ramonza (Saalmüller, 1878)
- Deudorix antalus (Hopffer, 1855)
- Deudorix dinochares Grose-Smith, 1887

## Famille desPieridae

### Sous-famille desColiadinae
- Eurema brigitta pulchella (Boisduval, 1833)
- Eurema desjardinsii (Boisduval, 1833)
- Eurema floricola anjuana (Butler, 1879)
- Eurema hecabe solifera (Butler, 1875)
- Eurema senegalensis Boisduval, 1836 — Grande Comore
- Catopsilia florella (Fabricius, 1775)

### Sous-famille desPierinae
- Appias epaphia contracta (Butler, 1888)
- Appias sabina comorensis Talbot, 1943
- Belenois creona elisa (van Vollenhoven, 1869)
- Colotis euippe omphale (Godart, 1819)
- Colotis evanthe (Boisduval, 1836)
- Colotis evanthides (Holland, 1896)
- Mylothris humbloti (Oberthür, 1888)
- Mylothris ngaziya (Oberthür, 1888) — Grande Comore

## Famille desNymphalidae

### Sous-famille desBiblidinae
- Byblia anvatara (Boisduval, 1833)
- Eurytela dryope lineata Aurivillius, 1899

### Sous-famille desCharaxinae
- Charaxes saperanus  Poulton, 1926
- Charaxes castor comoranus  Rothschild, 1903
- Charaxes paradoxa  Lathy, 1925
- Charaxes nicati  Canu, 1991
- Charaxes viossati  Canu, 1991

### Sous-famille desDanainae
- Danaus chrysippus orientis (Aurivillius, 1909)
- Amauris comorana Oberthür, 1897
- Amauris nossima (Ward, 1870)
- Amauris ochlea affinis Aurivillius, 1911
- Amauris ochlea moya Turlin, 1994

### Sous-famille desHeliconiinae
- Acraea comor  Pierre, 1992 — Grande Comore
- Acraea dammii  van Vollenhoven, 1869
- Acraea encedon (Linnaeus, 1758)
- Acraea eponina (Cramer, [1780])
- Acraea igati  Boisduval, 1833
- Acraea lia  Mabille, 1879 — Anjouan et Mayotte
- Acraea neobule Doubleday, [1847]
- Acraea masaris masaris Oberthür, 1893
- Acraea masaris jodina Pierre, 1992
- Acraea neobule Doubleday, [1847]
- Acraea ranavalona  Boisduval, 1833
- Phalanta eurytis (Doubleday, 1847)
- Phalanta phalantha aethiopica (Rothschild & Jordan, 1903)

### Sous-famille desLimenitidinae
- Pseudacraea imerina anjouana Collins, 1991
- Pseudacraea lucretia comorana Oberthür, 1890
- Pseudacraea lucretia karthalae Collins, 1991
- Neptis comorarum comorarum Oberthür, 1890
- Neptis comorarum legrandi Turlin, 1994
- Neptis cormilloti Turlin, 1994
- Neptis mayottensis Oberthür, 1890

### Sous-famille desNymphalinae
- Vanessa dimorphica comoroica Howarth, 1966
- Junonia goudoti (Boisduval, 1833)
- Junonia oenone (Linnaeus, 1758)
- Junonia rhadama (Boisduval, 1833)
- Salamis cacta humbloti  Turlin, 1994
- Hypolimnas anthedon drucei (Butler, 1874)
- Hypolimnas anthedon mayottensis (Oberthür, 1916) — Mayotte
- Hypolimnas misippus (Linnaeus, 1764)

### Sous-famille desSatyrinae
- Bicyclus anynana (Butler, 1879)
- Heteropsis comorana comorana (Oberthür, 1916)
- Heteropsis comorana subrufa (Turlin, 1994)
- Heteropsis narcissus fraterna (Butler, 1868)
- Heteropsis narcissus comorensis (Oberthür, 1916)
- Heteropsis narcissus salimi (Turlin, 1994)
- Heteropsis narcissus mayottensis (Oberthür, 1916)
- Melanitis leda (Linnaeus, 1758)

## Famille desHesperiidae

### Sous-famille desCoeliadinae
- Coeliades forestan (Stoll, [1782])
- Coeliades ramanatek comorana  Evans, 1937

### Sous-famille desHesperiinae
- Artitropa erinnys comorarum Oberthür, 1916
- Pelopidas mathias (Fabricius, 1798)
- Borbo fatuellus dolens (Mabille, 1898)
- Borbo gemella (Mabille, 1884)

### Sous-famille desPyrginae
- Tagiades insularis grandis  Evans, 1937
- Tagiades insularis mayotta  Evans, 1937
- Tagiades samborana rana  Evans, 1937
- Eagris sabadius comorana  Evans, 1937
- Eagris sabadius isabella  Turlin, 1995

## Source
« Bernardi, Biogéographie », sur horizon.documentation.ird.fr (consulté le 5 août 2012)